# 70 Aquarii
70 Aquarii è una stella di magnitudine 6,18 situata nella costellazione dell'Aquario. Dista 427 anni luce dal sistema solare.

## Osservazione
Si tratta di una stella situata nell'emisfero celeste australe, ma molto in prossimità dell'equatore celeste; ciò comporta che possa essere osservata da tutte le regioni abitate della Terra senza alcuna difficoltà e che sia invisibile soltanto molto oltre il circolo polare artico. Nell'emisfero sud invece appare circumpolare solo nelle aree più interne del continente antartico. Essendo di magnitudine pari a 6,2, non è osservabile ad occhio nudo; per poterla scorgere è sufficiente comunque anche un binocolo di piccole dimensioni, a patto di avere a disposizione un cielo buio.
Il periodo migliore per la sua osservazione nel cielo serale ricade nei mesi compresi fra fine agosto e dicembre; da entrambi gli emisferi il periodo di visibilità rimane indicativamente lo stesso, grazie alla posizione della stella non lontana dall'equatore celeste.

## Caratteristiche fisiche
La stella è una stella bianco-gialla di sequenza principale, talvolta classificata anche come gigante o subgigante di classe A9III-IV. Si tratta di una variabile Delta Scuti, con la sua magnitudine che varia da 6,16 a 6,19 in poco più di due ore Possiede una magnitudine assoluta di 0,87 e la sua velocità radiale negativa indica che la stella si sta avvicinando al sistema solare.